# Kazimierz Józef Wysocki
Kazimierz Józef Wysocki herbu Strzemię (ur. 7 grudnia 1855 w Nowosiółkach, zm. 1935) – polityk konserwatywny, poseł do austriackiej Rady Państwa, poseł na Sejm Ustawodawczy RP, kapitan piechoty Wojska Polskiego.

## Życiorys
Urodził się w rodzinie ziemiańskiej. Ukończył prawo na Uniwersytecie Lwowskim. Właściciel dóbr Ostobuż w powiecie rawskim. Prezes galicyjskiego Związku Producentów Zboża i Paszy (1914), Delegat Towarzystwa Wzajemnych Ubezpieczeń w Krakowie, członek Rady Nadzorczej Towarzystwa Producentów Spirytusu, członek Towarzystwa Rolniczego.
Z poglądów konserwatysta. Członek Rady Powiatowej z grupy większych posiadłości (1905–1914), Wydziału Powiatowego (1905–1912) i Rady Szkolnej Okręgowej (1906–1914) w Rawie Ruskiej. Poseł do austriackiej Rady Państwa XII kadencji (17 lipca 1911 – 28 października 1918), z okręgu wyborczego nr 62 (Rawa Ruska–Żółkiew). Członek Koła Polskiego w Wiedniu.
W czasie I wojny światowej członek Powiatowej Organizacji Narodowej (1914), potem był komisarzem werbunkowym Legionów i komendantem placu w Wiedniu. 27 stycznia 1915 został mianowany tytularnym kapitanem wraz z pozwoleniem na noszenie munduru z odznakami IX rangi .
Podczas walk o wschodnią Galicję Internowany przez Ukraińców 4 grudnia 1918 roku. Przetrzymywany w aresztach sądowych i obozach. uwolniony przez Wojsko Polskie 5 czerwca 1919.
Poseł na Sejm Ustawodawczy Rzeczypospolitej Polskiej (od 5 czerwca 1919 do 1 grudnia 1922), mandat otrzymał Dekretem Naczelnika Państwa z 28 listopada 1918 jako poseł z Galicji Wschodniej do parlamentu austriackiego. Zasiadał w Klubie Pracy Konstytucyjnej. W 1922 bez powodzenia kandydował do Sejmu z listy Polskiego Centrum.
8 stycznia 1924 został zatwierdzony w stopniu kapitana ze starszeństwem z dniem 1 czerwca 1919 i 744. lokatą w korpusie oficerów rezerwy piechoty. Posiadał wówczas przydział w rezerwie do 22 pułku piechoty w Siedlcach. W październiku 1933 został zwolniony od powszechnego obowiązku wojskowego.